# William Diaper
William Diaper, né en 1685 à Bridgwater et mort en 1717, est un poète et traducteur anglais.

## Biographie
Il fait ses études à Balliol College et à Oxford où il obtiendra sa licence. En 1709, il est ordonné diacre à Wells et devient curé dans la paroisse de Brent.
Diaper contacte plusieurs fois la société littéraire londonienne, mais ce n’est qu’en 1712 avec la protection et le soutien de Jonathan Swift qu’il sera regardé de peu plus près.
Bolingbroke et Sir William Wyndham vont également lui apporter de l’aide et plaider en sa faveur. 
L’œuvre originale la plus importante de Diaper s’intitule les Nereides, ou Sea-Eclogues parues en (1712). Cette œuvre apporte un nouveau souffle au genre poétique pastoral : la scène se déroule dans le monde maritime, les quatorze personnages sont des dieux marins et des nymphes.
La même année, Diaper publie les Dryades, un poème topographique. Ces poèmes ont recours à des images tirées de la mythologie et qui reflètent l’admiration du poète envers la Nature, le monde mains et les sciences modernes. 
Diaper, en tant que traducteur, a produit une « imitation de la dix-septième épître du premier livre d’Horace » (qu’il dédicacera à Jonathan Swift ainsi qu’une version du quatrième livre de Quillet, Callipaedia).
À la fin du XVIIIe siècle, les œuvres de Diaper sombrent dans l’oubli mais sa réputation a été ramenée à la lumière au milieu du XXe siècle par le poète et critique Geoffrey Grigson.

## Œuvres
- (en) The Complete Works of William Diaper, edited with an introduction by Dorothy Broughton, Londres, 1952.